# 證言 (小說)
《證詞》是加拿大作家瑪格麗特•愛特伍在2019年出版的小說，同年榮獲布克獎。這本小說同時也是《使女的故事》的續集。證言的故事发生在使女的故事的15年之後。

## 角色

### 麗迪亞嬤嬤
艾杜瓦館親筆手書的記錄者。麗迪亞嬤嬤在《使女的故事》中以配角的形式出現在口述中，而在《證詞》裡，她以第一人稱視角敘述基列的內部腐敗與權力鬥爭。
在基列帝國成立前，麗迪亞嬤嬤是一位律師，後來歸入基列的嬤嬤行列。她小心翼翼隱藏自己的心思爬到高位，獲得聲勢。她以傳教士為概念提出珍珠女孩的計畫，藉由珍珠女孩到不同國家散布基列的消息，網羅更多人的信任。但是，實際上她是利用了珍珠女孩提供大量情報給地下組織「五月天」，是提供情報的重要線人，然而眾人對她的身份一無所知，是直到妮可進入基列後才證實她是重要線人的身份。
她洩漏消息給五月天，告訴他們她要提供足以毀滅基列的情報給加拿大，只不過要先把寶寶妮可送進基列。妮可進入基列後，手部被植入微點（一種將文字資料縮到只能用顯微鏡看見的微小晶片），接著在麗迪亞嬤嬤的掩護下逃出基列。
在第十三屆研討會中提到，基列的種種醜聞被爆出後，觸發了「巴爾清算」，菁英階層遭到削減，政權弱化，後而導致軍事政變與民變。而麗迪亞嬤嬤的相貌仍舊不得而知，連其人真偽與否都不曉得。不過在基列遭轟炸後，女子學校的斷垣殘壁間挖出一張照片，背後寫著「麗迪亞嬤嬤」。最後，在給貝卡的雕像上，亦刻上了「也為了表彰A.L.（麗迪亞嬤嬤）所提供的無價貢獻」，作為對她的感念。

### 艾格尼絲（維多利亞嬤嬤／證人369A）
艾格尼絲成長於基列共和國境內，父親為頗有權勢的大主教，母親塔碧莎待她很好，可惜早早身亡。她從同學那裡得知（同學又是從馬大那裡得知的）塔碧莎不是她的親生母親，她生母其實是個使女。
到了適婚年齡，她被安排嫁給基列元老之一的賈德大主教，進了紅寶石婚前預備學校，並在那又見到了貝卡。她跟貝卡一樣不願意步入婚姻，因此貝卡割腕後，麗迪亞嬤嬤找上她，告訴她貝卡離開紅寶石學校後到了艾杜瓦館，成了實習嬤嬤，並詢問艾格尼絲的意願。後來，艾格尼絲也加入嬤嬤行列。
艾格尼絲和貝卡在艾杜瓦館重逢，兩人相互扶持。在這期間，兩人顛覆自己對基列表面包裝出的完美形象，接觸了許多基列內部的真實歷史。同時，艾格尼絲得知自己生母並未死亡，而是在加拿大作為五月天的重要成員之一隱瞞身份。不僅如此，她還得知自己與寶寶妮可是姐妹關係。
潔德（寶寶妮可）被送進基列來到艾杜瓦館，與艾格尼絲和貝卡相處不久，麗迪亞嬤嬤便透漏她的身份，同時告訴她們潔德真實的身份正是寶寶妮可。後來艾格尼絲和妮可出逃基列，完成麗迪亞嬤嬤託付的任務，將基列醜聞公諸於世。最後，兩姐妹也見到了生母。
在第十三屆研討會中，對艾格尼絲和妮可的生母做出預測，認定其很可能是《使女的故事》的作者。而她和妮可兩人為貝卡豎立雕像，紀念她和麗迪亞嬤嬤的勇敢奉獻。

### 黛西（潔德／寶寶妮可／證人369B）
故事以黛西在加拿大開始。她的父母尼爾和梅蘭妮經營一家名叫「衣裝獵犬」的店面，實際身份是五月天的重要成員，二人後被珍珠女孩策劃炸死。後來五月天的人員艾達接走她，告知她的親生父母並非尼爾和梅蘭妮，她實際出生地點在基列，是鼎鼎有名的妮可寶寶。
五月天接到重要線人消息，要提供重要訊息給加拿大，但必須經由寶寶妮可入境才能成功運送。於是妮可被送入基列，化名為潔德在基列活動，後來妮可得知麗迪亞嬤嬤就是長期提供重要情報的線人。麗迪亞嬤嬤在她手中植入微點（一種將文字資料縮到只能用顯微鏡看見的微小晶片），幫助她扮成珍珠少女和姐姐艾格尼絲逃出基列，完成任務，加速基列衰亡。
在第十三屆研討會中，對妮可和艾格尼絲的生母做出預測，認定其很可能是《使女的故事》的作者。而妮可和艾格尼絲兩人為貝卡豎立雕像，紀念她和麗迪亞嬤嬤的勇敢奉獻。

### 貝卡（伊茉太嬤嬤）
為艾格尼絲好友，生性怯懦，對於基列女性需履行的婚姻義務感到恐懼。她得以進入薇達拉學校就讀，乃因其父親葛洛夫有牙醫的身份，而同時也因其父親並非大主教的身份遭受側目。
到了基列女性可以成婚的年紀，貝卡進入紅寶石婚前預備學校，然她不願出嫁，割腕被送往醫院，被麗迪亞嬤嬤帶到艾杜瓦館培訓，成了伊茉太嬤嬤。
後來，她才和艾格尼絲坦承自己幼年時遭父親毒手，麗迪亞嬤嬤早知此事，以半威脅半利誘的方式請伊莉莎白嬤嬤做偽證。於是貝卡父親被處死。
之後，當妮可和艾格尼絲帶著微點（一種將文字資料縮到只能用顯微鏡看見的微小晶片）出逃基列時，妮可以貝卡的身份擔任珍珠女孩前往加拿大。貝卡為了不被發現，躲在艾度瓦館頂樓貯水槽中，死前還脫下外衣，整整齊齊疊好，只穿著貼身衣物。
後來，妮可在神智不清抵達加拿大岸上時，看見貝卡呼喚她們往有光的地方去，成功完成麗迪亞嬤嬤託付的任務。
最後在第十三屆研討會中透露，妮可和艾格尼絲立了個雕像紀念貝卡，雕像銘刻如下：
深切懷念
伊茉太嬤嬤，貝卡
這座紀念雕塑由她的姊妹
艾格尼絲和妮可
她們的母親、她們的兩位父親
她們的孩子以及孫子所豎立。
也為了表彰A.L.（麗迪亞嬤嬤）所提供的無價貢獻
因為空中的鳥必傳揚這聲音，
有翅膀的也必述說這事
愛如死堅強。

## 資料來源
1. ↑  Grady, Constance. . Vox. 2019-09-04  [2019-09-04]. （原始内容存档于2019-09-14） （英语）.